# Is There Anybody Out There? The Wall Live 1980–81
Is There Anybody Out There? The Wall Live 1980–81 is een livealbum uit 2000 van de Britse progressieve-rockband Pink Floyd. Het is een liveversie van The Wall, geproduceerd en ontwikkeld door James Guthrie, met nummers geselecteerd uit de augustus 1980 en juni 1981 concerten in Earls Court in Londen. Het album is het eerst uitgegeven in Nederland door EMI Records op 23 maart 2000, die een gelimiteerde uitgave verzorgde in het Verenigd Koninkrijk op 27 maart. De normale uitgave volgde op 18 april 2000 samen met de VS en Canadese distributie door Columbia Records.
De shows bevatten de bouw van een muur op het podium door het eerste gedeelte van de show heen. Wanneer die compleet was, speelden leden van de band in kleine openingen in, op, of achter de muur.
De artwork van het album heeft de maskers van de vier bandleden voor een zwarte muur; de maskers werden gedragen door de "surrogaatband" tijdens het nummer In the Flesh.
Goodbye Blue Sky en delen van Run Like Hell waren gehaald van de 17 juni 1981 show, het allerlaatste optreden van Pink Floyd met zijn vieren tot het Live 8 concert in 2005.
Het album werd opnieuw uitgebracht op februari 2012 in geremasterde vorm als deel van de Immersion-boxsetedition van The Wall.

## Achtergrond
Is There Anybody Out There? bevat liveversies van alle originele nummers samen met twee andere nummers: What Shall We Do Now? en The Last Few Bricks. What Shall We Do Now? was gepland voor het originele album maar was weggehaald vlak voor het werd uitgegeven. (Het bleef op het tekstblad voor de originele lp, maar ontbrak op de heruitgaven op cd). The Last Few Bricks was een instrumentale bridge tussen Another Brick in the Wall (Part III)en Goodbye Cruel World, en bevatte thema's van The Happiest Days of Our Lives, Don't Leave Me Now, Young Lust, en Empty Spaces/What Shall We Do Now?, allemaal getransponeerd naar d-mineur. Het werd gespeeld om de steenleggers om het podium bijna helemaal af te scheiden voor Roger Waters verscheen in de laatste opening in de muur om Goodbye Cruel World te zingen, het eerste deel van de show beëindigend. Deze muziek had nog nooit een officiële titel voor de uitgave van het livealbum. Fans noemden de track Almost Gone op sommige bootlegalbums van de shows, maar de officiële naam was voorgesteld door de producer James Guthrie. Het album bevatte ook twee gesproken tracks, getiteld MC: Atmos (Master of Ceremonies voor de eerste Noord-Amerikaanse uitgave), die dienden als introducties voor de nummers In the Flesh? en In the Flesh. Deze werden uitgevoerd door Gary Yudman, MC voor de shows in Earls Court en Nassau Coliseum. De tweede versie was een onderdeel van opname van zijn speech van de eerste versie, gespeeld op een lager tempo om de irritatie te parodiëren ("The band is about ready to begin, I think ... No, not quite yet") van het wachten voor de band om te starten.
De tracks verschilden lichtjes van het studioalbum, vooral op het gebied van langere intro's en uitgebreidere solo's. Vanwege de beperkingen van opnamen op vinyl was de band gedwongen veel nummers op het album fors aan te passen, zoals het weghalen van grote stukken, waarvan veel werden hersteld in de concerten. Bijvoorbeeld, The Show Must Go On had een extra vers dat was verwijderd van de originele studio-opname (maar stond op het tekstblad, ook op de recentste cd-uitgaven). Outside the Wall was langer en herschikt met mandoline, accordeon, klarinet, akoestische gitaren, tamboerijnen en natuurlijker klinkende vocale harmonieën van het kwartet van Joe Chemay, Jim Farber, Jim Haas en John Joyce. (Dit was de derde officiële versie van Outside the Wall, de uitgebreide orkestrale versie van de film van 1982 volgend.)
Is There Anybody Out There? was heruitgegeven in de VS en Canada in juli 2005. James Guthrie, Joel Plante en Kim Richards leverden het label nieuwe masters, en dus werden zij gecrediteerd, in plaats van Dough Sax en Gavid Lurssen. Het boekje bevat wat songwritingupdates en vermeldt dat de MC: Atmos op disc 1 een sample gebruikte van We'll Meet Again door Vera Lynn.
Het album bereikte nummer 19 op The Billboard 200 en nummer 1 op Billboard's Top Internet Albums Charts. De cd kreeg in mei 2000 platina in de VS (wat inhoudt dat hij een half miljoen keer was verkocht, aangezien het een dubbel-cd was). Dit was het eerste van twee albums van Pink Floyd die niet als grammofoonplaat uitgegeven zijn (het andere is The Best of Pink Floyd: A Foot in the Door).

## Tracks
Cd 1:
1. MC:Atmos (7 augustus 1980; bevat fragment van We'll Meet Again) - 1:13
  - Spraak: Yudman
2. In the Flesh? (7 augustus 1980) - 3:00
  - Zang: Roger Waters
3. The Thin Ice (7 augustus 1980/13 juni 1981) - 2:49
  - Zang: David Gilmour, Roger Waters
4. Another Brick in the Wall (deel I) (7 augustus 1980) - 4:13
  - Zang: Roger Waters, David Gilmour
5. The Happiest Days of Our Lives (7 augustus 1980) - 1:40
  - Zang: Roger Waters, David Gilmour
6. Another Brick in the Wall (deel II) (9 augustus 1980/14 juni 1981) - 6:19
  - Zang: Roger Waters, David Gilmour
7. Mother (16 juni 1981) - 7:54
  - Zang: David Gilmour, Roger Waters
8. Goodbye Blue Sky (17 juni 1981) - 3:15
  - Zang: David Gilmour
9. Empty Spaces (14 juni 1981) - 2:14
  - Zang: Roger Waters
10. What Shall We Do Now? (14 juni 1981) - 1:40
  - Zang: Roger Waters
11. Young Lust - 5:17
  - Zang: Roger Waters, David Gilmour
12. One of My Turns (7 augustus 1980) - 3:41
  - Zang: Roger Waters
13. Don't Leave Me Now (7 augustus 1980) - 4:08
  - Zang: Roger Waters
14. Another Brick in the Wall (deel III) (7 augustus 1980) - 1:15
  - Zang: Roger Waters
  - Last Few Bricks (7 augustus 1980/9 augustus 1980)
  - Instrumentaal
15. Goodbye Cruel World (9 augustus 1980) - 1:41
  - Zang: Roger Waters

Cd 2:
1. Hey You (16 juni 1981) - 4:55
  - Zang: David Gilmour, Roger Waters
2. Is There Anybody Out There? (7 augustus 1980) - 3:09
  - Zang: Roger Waters
3. Nobody Home (8 augustus 1980/15 juni 1981) - 3:15
  - Zang: Roger Waters
4. Vera (13 juni 1981) - 1:27
  - Zang: Roger Waters
5. Bring the Boys Back Home (7 augustus 1980) - 1:20
  - Zang: Roger Waters
6. Comfortably Numb (9 augustus 1980/15 juni 1981) - 7:26
  - Zang: Roger Waters, David Gilmour
7. The Show Must Go On (16 juni 1980) - 2:35
  - Zang: David Gilmour
8. MC:Atmos (16 juni 1981) - 0:37
  - Spraak: Yudman
9. In the Flesh (7 augustus 1980) - 4:23
  - Zang: Roger Waters
10. Run Like Hell (15 juni 1981/17 juni 1981) - 7:05
  - Zang: Roger Waters, David Gilmour
11. Waiting for the Worms (13 juni 1980) - 4:14
  - Zang:  Roger Waters, David Gilmour
12. Stop (9 augustus 1980) - 0:30
  - Zang: Roger Waters
13. The Trial (9 augustus 1980) - 6:01
  - Zang: Roger Waters
14. Outside the Wall (8 augustus 1980/9 augustus 1980) - 4:27
  - Zang: Roger Waters

## Bezetting
Pink Floyd
- David Gilmour – elektrische and akoestische gitaren, zang, mandoline op Outside the Wall, muzikale leiding
- Nick Mason – drums, percussie, akoestische gitaar op Outside the Wall
- Roger Waters – basgitaar, zang, akoestische gitaar, klarinet op Outside the Wall
- Richard Wright – piano, orgel, synthesizer, zang, accordeon op Outside the Wall

Gastartiesten
- Andy Bown – basgitaar, akoestische gitaar op Outside the Wall
- Joe Chemay – achtergrondzang
- Stan Farber – achtergrondzang
- Jim Haas – achtergrondzang
- John Joyce – achtergrondzang
- Andy Roberts – gitaren (1981)
- Snowy White – gitaren (1980)
- Willie Wilson – drums, percussie
- Peter Wood – keyboards, akoestische gitaar op Outside the Wall
- Gary Yudman – MC

Nummers van Pink Floyd